# Pervez Musharraf
Pervez Musharraf (in urdu پرويز مشرف‎?; Delhi, 11 agosto 1943 – Dubai, 5 febbraio 2023) è stato un politico e generale pakistano, presidente del Pakistan dal 20 giugno 2001 al 18 agosto 2008, autore del colpo di Stato pakistano del 1999, e dal 6 ottobre 1998 al 28 novembre 2007, capo di stato maggiore delle forze armate pakistane.

## Biografia
È nato a Daryaganj (in hindī दरियागंज, in urdu درِیاگںج‎?, in punjabi ਦਰਿਯਾਗਂਜ), un sobborgo/cittadina satellite di Delhi. Dopo la creazione del Pakistan vi si è trasferito con la famiglia, composta da funzionari governativi. Anche la madre, Zarin, ha conseguito un master all'Università di Lucknow (India) nel 1944.
Musharraf ha studiato al Saint Patrick's School, Karachi, nel 1958, successivamente al Forman Christian College a Lahore.
Ha inoltre partecipato ad un master/corso di media management alla Università di Delhi (India). Da maggio a luglio 1999, Pakistan e India sono stati coinvolti nel conflitto del Kargil, combattuto nel distretto di Kargil nel Kashmir, quando era capo di stato maggiore dell'esercito e primo ministro Sharif.
Ha preso il potere il 12 ottobre 1999 in seguito a un colpo di Stato che ha deposto il Primo ministro in carica Nawaz Sharif e ha assunto il titolo di presidente del Pakistan il 20 giugno 2001, per essere poi rieletto il 6 ottobre 2007; in conseguenza del golpe militare, nel 1999 il Pakistan è stato sospeso dal Commonwealth. Il 3 dicembre 2007, dopo la convalida della sua elezione a presidente da parte della Corte Suprema, ha lasciato la carica di capo di stato maggiore dell'esercito.
Il partito maggiore che lo sostiene in Parlamento è la Lega Musulmana-Quaid.
Dopo la morte della rivale Benazir Bhutto, avvenuta il 27 dicembre 2007 in un attentato suicida, Musharraf è stato accusato di essere il mandante dell'omicidio. Il 18 agosto 2008 ha annunciato le sue dimissioni alla tv nazionale e il 19 aprile 2013 è stato arrestato con l'accusa di alto tradimento. Il 26 aprile 2013 una corte pakistana ha posto Musharraf agli arresti domiciliari in relazione alla morte di Benazir Bhutto.
Dopo che il 18 marzo 2016 gli era stato revocato il divieto di espatrio, consentendogli di raggiungere Dubai per cure mediche, il 31 agosto 2017, il tribunale antiterrorismo di Rawalpindi lo ha condannato in contumacia per l'omicidio di Benazir Bhutto. La corte ha anche ordinato di sequestrare i suoi beni in Pakistan.
Musharraf viveva a Dubai, dove non era previsto alcun trattato di estradizione tra Emirati Arabi Uniti e Pakistan.
Il 17 dicembre 2019, è stata emessa una condanna a morte alto tradimento, per aver sospeso la Costituzione nel 2007. Il verdetto, che è stato emesso da un gruppo di tre membri del tribunale speciale, guidato dal giudice supremo dell'Alta Corte di Peshawar, Waqar Ahmed Seth, è stato poi annullato dall'Alta Corte di Lahore il 13 gennaio 2020.
È morto il 5 febbraio 2023 a causa di β-fibrillosi (amiloidosi) ed è stato successivamente sepolto due giorni dopo nel cimitero militare di Karachi.

## Vita privata
Musharraf ha sposato Sehba, che è di Karachi, il 28 dicembre 1968. Hanno avuto una figlia, Ayla, una architetto sposata con il regista Asim Raza, e un figlio, Bilal. Aveva anche stretti legami familiari con l'importante famiglia Kheshgi.